# デイヴィッド・ナイツ
デイヴィッド・ナイツ （David Knights、1945年6月28日 - ）は、イギリスのベーシスト。本名は、デイヴィッド・ジョン・ナイツ（David John Knights）。首都ロンドン出身。ロックバンドプロコル・ハルムのオリジナルメンバーのひとりである。

## 略歴
デイヴィッド・ナイツは、1945年、北ロンドンのイズリントンに生まれた。彼はプロコル・ハルムの最初期のメンバーのひとりで、1967年のヒット曲「青い影」ではベースを受け持った。バンドにいる間、彼はプロコル・ハルムのアルバムのうち、初めの3作品で演奏している。1969年、プロコル・ハルムを脱退し、クリス・コッピングが後任となった。
その後、彼は、ルビー（Ruby）という名のバンドを結成したが、解散前にアルバムを1枚リリースしただけだった。また、ミッキー・ジャップ率いるグループ「レジェンド」（Legend）にシングルを1枚、プロデュースしている。最近は、音楽業界ではほとんど活動していない。